# JJ: Tobidase Daisakusen 2
JJ: Tobidase Daisakusen 2 (ジェイ ジェイ 2とびだせ大作戦?) è un videogioco sviluppato da Square e pubblicato da DOG per Nintendo Entertainment System nel 1987. È il sequel di The 3-D Battles of WorldRunner.

## Modalità di gioco
Il gameplay è praticamente identico a quello del precedente 3-D WorldRunner, con un platform a scorrimento e una visuale in terza persona posta alle spalle del personaggio. È uno dei pochi titoli ad usare la periferica Famicom 3D System, ed il secondo sviluppato da Square (preceduto da The 3-D Battles of WorldRunner e seguito dal terzo ed ultimo Rad Racer).

## Sviluppo
Come il predecessore, JJ è stato ideato e prodotto da Hironobu Sakaguchi, con le musiche di Nobuo Uematsu e la programmazione di Nasir Gebelli. È l'ultimo gioco sviluppato dal trio prima di Final Fantasy.

## Accoglienza
Il gioco ebbe scarso successo in termini di vendite, e portò Sakaguchi a ideare un ultimo gioco, che al tempo riteneva sarebbe stata la sua ultima creazione: Final Fantasy. Il successo della serie Final Fantasy e dei vari spin-off portarono ad un ritorno nelle scene di Jack, protagonista di 3-D WorldRunner e JJ, come personaggio segreto in Chocobo Racing.